# URD Rennsport
 (août 2023).
URD Rennsport est une écurie allemande de sport automobile créée en 1969 par Ersnt Ungar. Elle a principalement été engagée dans les courses de sport-prototypes (elle possédait, par ailleurs, ses propres châssis) avant de passer a la monoplace et au formules de promotion en Allemagne.

## Historique
Dans les années 70 et 80, l'écurie s'engage dans différents championnat de voitures de sport (notamment le championnat du monde FIA, dont les 24 Heures du Mans 1983 qu'une équipe française, équipée d'un châssis URD, fini à une très belle 14e place au classement général).
Dans les années 90, l'équipe s'engage dans le championnat nord-américain IMSA GTP.
À partir de 2008, l'équipe se recentre sur la monoplace en engageant de jeunes pilote tels que Lucas Wolf pour disputer l'ADAC Formel Master puis le Championnat d'Europe de Formule 3 en 2012.